# Djakaría Barro
Djakaría Barro (Costa de Marfil, 12 de enero de 2002) es un futbolista costamarfileño que juega como centrocampista en el FC Cartagena "B" de la Segunda División RFEF.

## Trayectoria
Es un centrocampista costamarfileño formado en las categorías inferiores del Club Deportivo Leganés con el que finalizaría su etapa juvenil.
En julio de 2021, firma por el FC Cartagena "B" de la Tercera División RFEF, cedido por el Club Deportivo Leganés. En noviembre de 2021, en un encuentro ante el Yeclano Deportivo, perteneciente a la sexta jornada de liga, cayó lesionado de gravedad, lo que le hizo tener que ser operado del ligamento y el menisco de una de sus rodillas.
Tras ocho meses de recuperación, el 23 de julio de 2022, tras acabar su contrato con el Club Deportivo Leganés, firma por tres temporadas con el FC Cartagena "B" de la Segunda División RFEF.
El 13 de noviembre de 2022, debuta con el primer equipo del Fútbol Club Cartagena en un encuentro de la primera ronda de la Copa del Rey, disputando los nueve últimos minutos del encuentro frente al CD Alfaro. También tendría minutos en la tercera ronda del mismo torneo, en el encuentro frente al Villarreal CF disputado el 4 de enero de 2023.
El 14 de enero de 2023, debuta con el primer equipo del Fútbol Club Cartagena en la Segunda División de España, disputando los 90 minutos del encuentro frente a la SD Huesca en la jornada 23 de liga, que acabaría con empate a cero.

## Clubes
Actualizado al último partido disputado el 15 de enero de 2023.
| Club             | País   | Año       | Partidos | Goles |
| ---------------- | ------ | --------- | -------- | ----- |
| FC Cartagena "B" | España | 2021-act. | 15       | 1     |
| FC Cartagena     | España | 2022-act. | 3        | 0     |